# Інбаль Ліберман
Інбаль Рабин-Ліберман (івр. ענבל ליברמן; нар. 9 жовтня 1998, Нір Ам, Ізраїль) — ізраїльтянка, яка врятувала кібуц Нір Ам у день, коли палестинські терористичні угруповання, найбільшою з яких є ХАМАС, з сектора Гази, прорвавши бар'єр між Газою та Ізраїлем і проникнувши через прикордонні переходи до прилеглих ізраїльських населених пунктів та військових об'єктів, і вбили понад тисячу людей.

## Біографія
Інбаль Рабін-Ліберман народилася кібуці Нір Ам. Саме там пройшло її дитинство і юнацтво.
Службу у ЦАГАЛі проходила в бойових частинах. Після цього навчалася у школі жіночого лідерства.
У грудні 2022 року кібуц призначив Інбаль Ліберман координатором з військової безпеки. У її обов'язки входило допомагати безпеці жителів кібуцу в критичних ситуаціях до того часу, як зможе прибути підкріплення з поліції чи армії. До неї посаду обіймав її родич — дядько Амі Рабін. Інбаль Рабін-Ліберман стала першою жінкою в кібуці на цій посаді. Після призначення на посаду вона отримала вітання від голови регіональної ради Шаар-га-Негев. 
7 жовтня 2023 року, у день свята Сімхат Тора палестинські терористичні угруповання, найбільшим з яких є ХАМАС, розпочали великомасштабне вторгнення до Ізраїлю із Сектору Гази, прорвавши бар'єр між Газою та Ізраїлем і проникнувши до прилеглих ізраїльських селищ вбили понад тисячу людей. Інбаль Рабін-Ліберман почувши крізь звуки сирени незвичайні шуми недалеко від кібуцу правильно оцінила значущість загрози та швидко розподілила зброю між 12 членами «групи швидкого реагування», створеної з мешканців селище. Вона організувала кілька засідок по периметру кібуцу і розробила план захисту населеного пункту. Через хвилини на цей кібуц напали терористи. Ополченці ліквідували двох терористів та поранили третього. На цьому напад на кібуц не зупинився і почали прибувати нові групи терористів. Від них Інбаль із групою довелося тримати оборону протягом трьох годин. У результаті змогли знищити 25 терористів. Усіх хто спробував увірватися до будинків жителів ліквідували, і дочекалися приходу армії. Потім вона разом з іншими жителями евакуювалася та зупинилася у готелі у Тель-Авіві. 9 жовтня вона відсвяткувала свій день народження, на який її прийшов привітати мер Тель-Авіва Рон Хульдаї[значущість факту?].
Ім'я Інбаль Рабін-Ліберман стало загальним. Так 7 листопада 2023 року, коли депутат Кнесету Мерав Міхаелі спробувала критикувати міністра Ітамара Бен-Ґвіра за спробу пом'якшення вимог ліцензії на носіння зброї, то міністр їй відповів: «Не будь Мерав, будь Інбаль».